# Tamotsu Komatsuzaki
Tamotsu Komatsuzaki (jap. 小松崎 保, Komatsuzaki Tamotsu; * 10. Juli 1970 in der Präfektur Chiba) ist ein ehemaliger japanischer Fußballspieler.

## Karriere
Komatsuzaki erlernte das Fußballspielen in der Schulmannschaft der Yachiyo High School und der Universitätsmannschaft der Juntendo-Universität. Seinen ersten Vertrag unterschrieb er 1993 bei den Fujitsu (heute: Kawasaki Frontale). Der Verein spielte in der zweithöchsten Liga des Landes, der Japan Football League. 1999 wurde er mit dem Verein Meister der J2 League. Für den Verein absolvierte er 107 Spiele. 2000 wechselte er zum Ligakonkurrenten Consadole Sapporo. 2000 wurde er mit dem Verein Meister der J2 League. 2001 wechselte er zum Ligakonkurrenten Yokohama FC. Für den Verein absolvierte er 28 Spiele. Ende 2002 beendete er seine Karriere als Fußballspieler.